# Gabrielle Anwar
Gabrielle Anwar (sinh ngày 4 tháng 2 năm 1970) là một nữ diễn viên người Anh Quốc. được biết đến với các vai diễn như Margaret Tudor trong The Tudors, Fiona Glenanne trong Burn Notice, Lady Tremaine trong mùa bảy của Once Upon a Time, và nhảy tango với Al Pacino trong Scent of a Woman.

## Thời thơ ấu
Anwar sinh ở Laleham, Surrey. Mẹ cô, Shirley Hills, là diễn viên và cha cô, Tariq Anwar, là đạo diễn và sản xuất phim.

## Giải thưởng và đề cử
| Năm  | Giải thưởng             | Hạng mục                                                            | Đối tượng đề cử                               | Kết quả |
| ---- | ----------------------- | ------------------------------------------------------------------- | --------------------------------------------- | ------- |
| 2007 | 33rd Saturn Awards      | Best Supporting Actress on Television                               | The Librarian: Return to King Solomon's Mines | Đề cử   |
| 2008 | 23rd Gemini Awards      | Best Performance by an Actress in a Guest Role in a Dramatic Series | The Tudors                                    | Đề cử   |
| 2010 | 12th Teen Choice Awards | Choice TV Actress: Action                                           | Burn Notice                                   | Đề cử   |